# Benny Olofsson
Lennart Benny Olofsson, född 26 januari 1969 i Göteborg, är en svensk armborstskytt i sportingklassen och tävlar för Göteborgs armborstklubb.

## Meriter (i sporting)
- VM-silver i 3D 2007 (i lag med Mikael Bergman och Tom Harrysson)
- Kom femma individuellt i VM 3D 2007
- SM-guld 2008 (inomhus)
- SM-guld 2007 (inomhus)
- SM-guld 2007, 2008 (utomhus)
- SM-guld 2007 (3D)
- SM-silver 2008 (3D)
- Benny var 2007 rankad som nr 1 i Sverige bland sportingskyttarna.

## Satta Svenska rekord (i Sporting)
- 280p, 30 pilar på 18m på en 40 cm tavla (2008-04-19)
- 273p, 30 pilar på 18m på en 40 cm tavla (2007-03-31) (Slaget av B. Olofsson själv)
- 551p, 60 pilar på 18m på en 40 cm tavla (2008-04-19)
- 535p, 60 pilar på 18m på en 40 cm tavla (2007-03-31) (Slaget av B. Olofsson själv)
- 180p, 20 pilar på 35m på en 60 cm tavla (2007-06-30) (Slaget av G. Malmborg)
- 184p, 20 pilar på 45m på en 60 cm tavla (2007-06-28)
- 156p, 20 pilar på 45m på en 60 cm tavla (2007-07-01) (Slaget av B. Olofsson själv)
- 173p, 20 pilar på 55m på en 60 cm tavla (2007-06-30)
- 541p, 20 pilar på vardera 35, 45 & 55m på en 60 cm tavla (2007-06-28)
- 508p, 20 pilar på vardera 35, 45 & 55m på en 60 cm tavla (2007-06-30) (Slaget av B. Olofsson själv)
- 1078p, 40 pilar på vardera 35, 45 & 55m på en 60 cm tavla (2007-06-28)
- 994p, 40 pilar på vardera 35, 45 & 55m på en 60 cm tavla (2007-07-01) (Slaget av B. Olofsson själv)

## Fotnoter
1. ↑  Sveriges befolkning 1990, CD-ROM, Version 1.00, Riksarkivet (2011).